# Tygr kaspický
Tygr kaspický (též tygr turanský nebo tygr perský; trinomickým jménem Panthera tigris virgata) je vyhynulý poddruh tygra. Jednalo se o třetí největší poddruh této kočkovité šelmy. Žil v oblasti mezi Černým mořem a západní Čínou. Byl tak intenzivně loven lidmi, že nejpozději v 70. letech 20. století došlo k jeho vyhubení. Tygr kaspický již nežije ani v zajetí. V současnosti se uvažuje o jeho znovuvyšlechtění na základě DNA tygra ussurijského, který je jeho nejbližší příbuzný. Někteří vědci jsou dokonce toho názoru, že tygr kaspický a ussurijský jsou tentýž poddruh tygra.

## Popis
Tygr kaspický byl třetím největším poddruhem tygra. Byl poněkud menší než tygr ussurijský a indický. Samci dosahovali délky 270–295 cm, samice obvykle mezi 240–260 cm. Hmotnost se pohybovala u samců v rozmezí 170–240 kg, u samic 85–135 kg. Délka lebky se u samců pohybovala okolo 31–37 cm, u samic obvykle 26–30 cm.
Srst kaspického tygra měla jasnější barvu než u ostatních poddruhů. Pruhy byly užší. Zimní srst byla podstatně delší než letní (podobně jako u ussurijského tygra), na břiše a spodní části krku mohla vytvářet až jakousi hřívu.

## Život

### Rozšíření
Tygr kaspický žil ve střední a středozápadní Asii v pásu od východního pobřeží Černého moře po čínskou Tarimskou pánev. Byl rozšířen především v údolích řek, např. Atrek, Sumbar, Amudarja a Syrdarja, při jižním pobřeží Kaspického moře (proto "tygr kaspický"), v Malém Kavkazu, při pobřeží Aralského a Balchašského jezera a na jihozápadním okraji Altaje.

### Potrava
Tygr kaspický byl rozsáhle migrujícím lovcem. Jeho hlavní kořistí byla především divoká prasata a různé druhy jelenů. Příležitostně se dokázal zmocnit i mnoha jiných druhů kořisti, počínaje šakaly, přes divoké koně a sajgy a konče divokými druhy koz. Především v zimě tygři napadali i psy a jiná domácí zvířata.

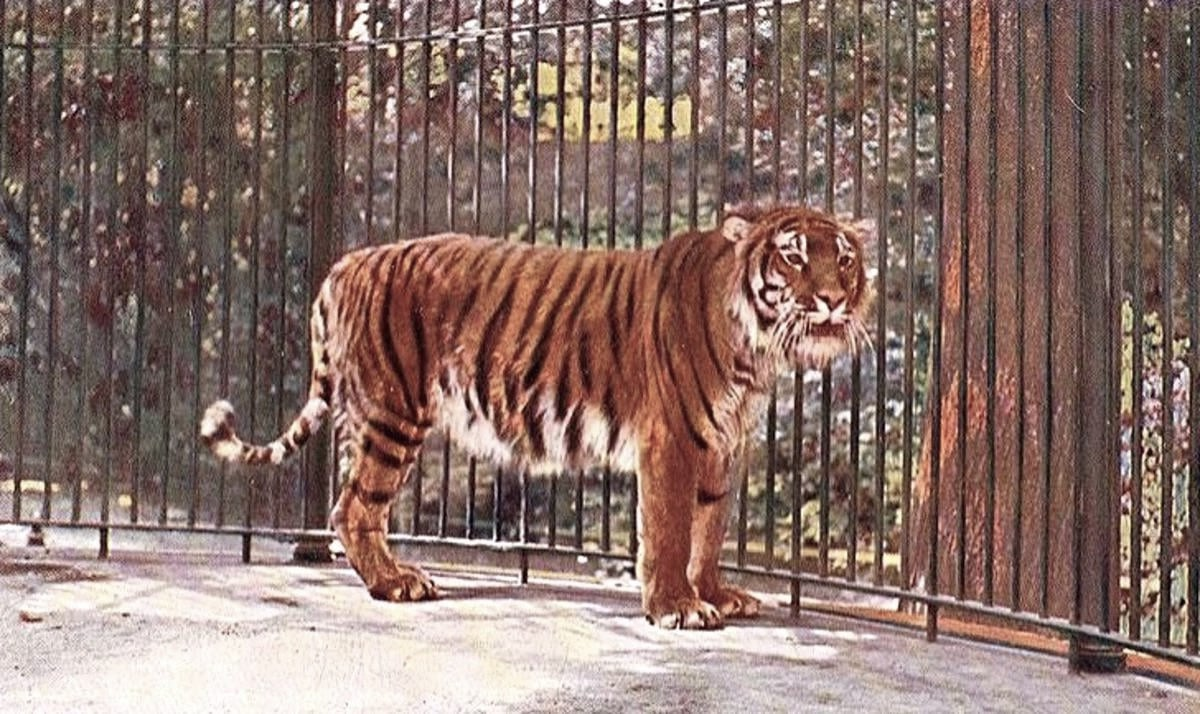
Kolorovaná fotografie tygra kaspického v Berlínské Zoo z roku 1899

## Vyhubení
Tygra kaspického začalo ubývat od druhé poloviny 19. století v souvislosti s ruskou kolonizací středoasijské oblasti. Šlo o poměrně rychlý proces. Tygři byli nemilosrdně loveni "sportovními" a vojenskými skupinami střelců. Ruská armáda byla rozsáhle využívána k likvidaci predátorů. Až do 1. světové války bylo zabíjeno okolo 100 tygrů ročně. Navíc došlo k značnému úbytku jeho přirozeného prostředí, jehož větší část byla využita na zakládání bavlníkových plantáží. Zároveň tygrům rychle ubyla i jejich nejoblíbenější kořist - divoká prasata a jeleni (lov, nemoci, ničení prostředí atd.).
Výsledkem kombinace těchto faktorů bylo, že nejpozději začátkem 70. let 20. století byl poddruh oficiálně vyhuben, s tím že poslední kusy mohly na odlehlých místech přežívat až do 80. let. V jednotlivých zemích mizel postupně. V Iráku ho lidé vyhladili již v roce 1887, v oblasti Kavkazu v roce 1922, rovněž ve 20. letech 20. století je vyhuben v Tarimské pánvi. V Kazachstánu jsou poslední zprávy o divoce žijících zvířatech z roku 1948, v Turkmenistánu byl poslední tygr uloven roku 1954, v Íránu spatřili posledního jedince v roce 1958. V oblasti pohoří Ťan-šan mizejí poslední kusy v 60. letech 20. století. V údolí řeky Amudarji, poblíže Aralského jezera, existují poslední nepotvrzená pozorování z roku 1968. V údolí Pyzandh na pomezí Turkmenistánu, Uzbekistánu a Afghánistánu poslední jedinci přežívali zřejmě až do začátku 70. let. Poslední volně žijící kusy zřejmě zastřelili Turci v 70. nebo dokonce v 80. letech 20. století.

## Snaha o záchranu a možnosti reintrodukce
V roce 1938 byla v Tádžikistánu utvořena přírodní rezervace Tigrovaja Balka. Nacházela se na dolním toku řeky Vachš u hranic s Afghánistánem. Poslední tygři byli v této rezervaci spatřeni v roce 1958. Od roku 1947 byl tygr chráněn zákonem na území celého SSSR. V Íránu byli tygři chráněni od roku 1957, za zastřelení hrozila značná pokuta. Žádné z těchto opatření ale tuto šelmu nezachránilo.
Poté, co nejnovější výzkumy zjistily, že tygr ussurijský je velmi blízce spřízněn s tygrem kaspickým, začaly diskuze o možnosti jejich návratu. Předpokládá se, že tygr kaspický byl dokonce jen regionální formou tygra ussurijského, k oddělení jejich populace došlo teprve před asi 100 lety. Plánuje se vysadit populaci zhruba 100 kusů tygra ussurijského v deltě Amudarji na území o velikosti asi 5000 km². Problémem je, že takovéto území dosud není k dispozici a navíc není k dispozici ani takový počet zvířat na vysazení.